# Jonah Lomu
Jonah Tali Lomu (Auckland, 12 de maio de 1975 — Auckland, 18 de novembro de 2015) foi um jogador de rugby union neozelandês. Filho de pais tonganeses, jogava como ponta (posição entre os backs), em razão de sua velocidade incomum mesmo com um físico robusto, que seria mais típico para as posições de avançado.
É normalmente considerado a primeira grande super-estrela do rugby à escala mundial e/ou mesmo o maior jogador da história deste esporte, batizando, em 2011, até o nome de um videogame.
Lomu sofria de uma rara doença renal e morreu em sua cidade natal em 18 de novembro de 2015.

## Carreira
Crescido em um dos subúrbios mais pobres de Auckland, Lomu foi o grande astro da geração dos All Blacks da década de 1990, tida como das mais brilhantes entre todos os esportes ainda que não tenha obtido títulos mundiais. Quando estreou, em 1994, Lomu foi na época o mais jovem debutante na seleção neozelandesa, aos 19 anos e 45 dias de idade.
A Copa do Mundo de Rugby de 1995, um ano depois, foi o mais perto que a geração chegou: os neozelandeses alcançaram a final após grandes goleadas, como os 145-17 no Japão (sem Lomu em campo ), além da liderança em pontos, tries, conversões e drop goals, fatores que alimentavam a impressão de que eram virtuais campeões. Contudo, os anfitriões sul-africanos, que estreavam em Copas após o fim do boicote ocasionado pelo apartheid, superaram a péssima série de resultados que vinham tendo antes do torneio e conseguiram o título, cujo contexto seria retratado pelo diretor Clint Eastwood no filme Invictus, de 2009.
A Nova Zelândia, que parecia recuperada do choque de ter caído ainda nas semifinais da Copa do Mundo de Rugby de 1991, para a rival Austrália, quatro anos depois de vencer, em casa, a primeira Copa, demonstrou nova reação na Copa seguinte, a de 1999. Lomu terminou novamente como o grande tryman do torneio  e os All Blacks pareciam rumar a nova final. Porém, teriam nova decepção: caíram nas semifinais para a França, em um dos jogos tidos como dos mais épicos do esporte - o primeiro tempo encerrara-se com vitória parcial neozelandesa por 24-10, dando pouca impressão de que os europeus conseguiriam reverter. Os Bleus, contudo, realizaram a façanha e venceram por 43-31.
No ano seguinte, Lomu teve novo momento de brilho, em um 39-35 na Austrália, em partida considerada na Nova Zelândia como "a maior de todos os tempos". Apesar da falta de um título mundial, ele foi introduzido no Hall da Fama do International Rugby Board em 2011, mesmo com a entrega priorizando na ocasião técnicos e capitães campeões da Copa do Mundo.

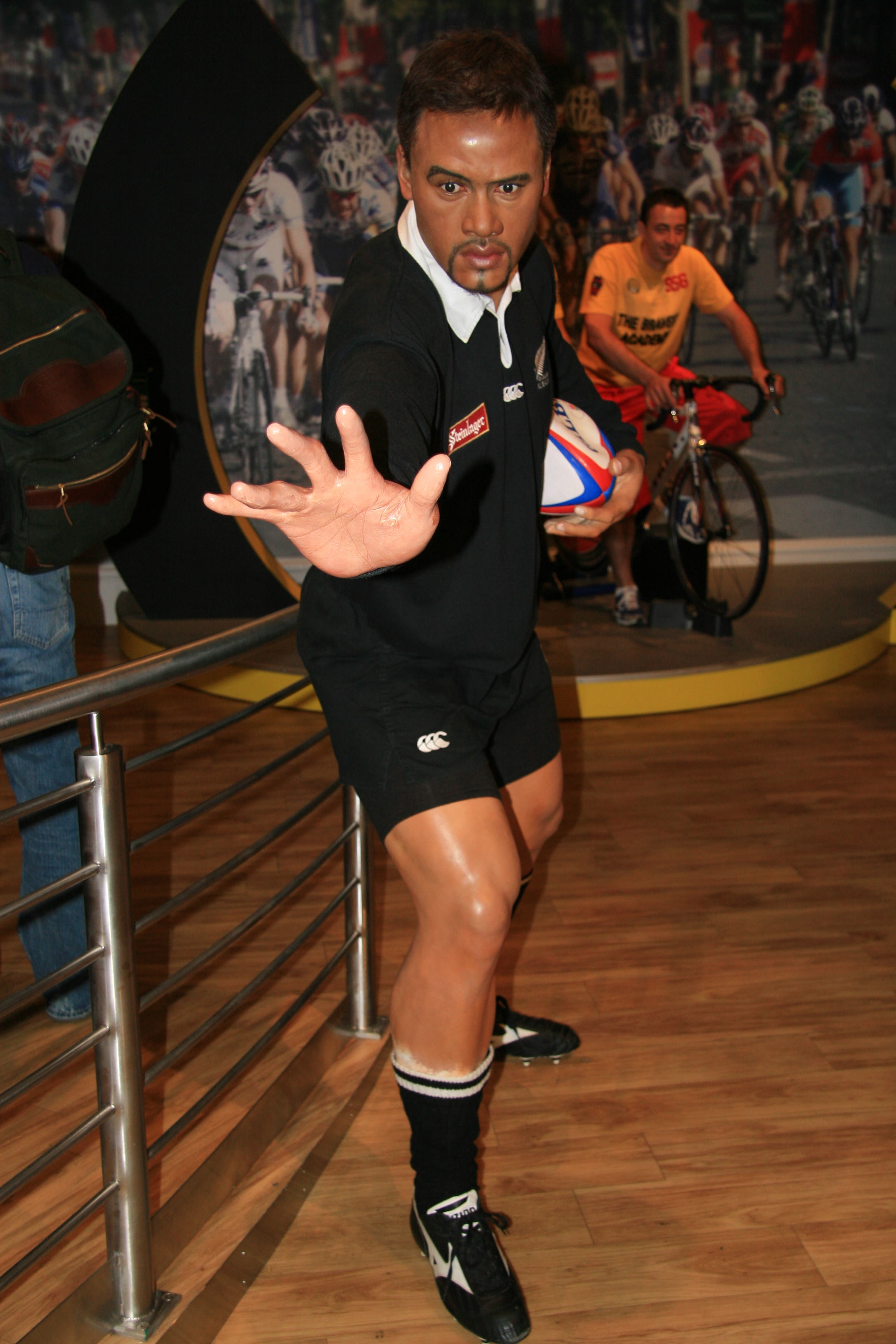
Estátua de cera de Lomu no Museu Madame Tussauds de Londres.

A Copa de 1999 foi o último mundial de Lomu no rugby union, onde ele não chegou a ganhar. Antes, após a Copa de 1995, ele recebera diagnóstico que lhe atestou como portador de síndrome nefrótica, que atinge os rins. Os problemas renais, que já lhe haviam feito perder certos jogos pela seleção a caminho da Copa de 1999, obrigariam-lhe a parar de jogar mais de uma vez. A primeira foi em 2002. A insuficiência renal o obrigara a realizar hemodiálise, causando-lhe danos severos nas pernas e pés, havendo inclusive a possibilidade de que ele precisasse de cadeira de rodas.
Para afastar o risco, Lomu submeteu-se a um transplante de rim em 2004 e depois anunciou a retomada da carreira, com a permissão de comissões antidoping para que pudesse usar um dos medicamentos que evitavam a rejeição ao novo rim. Chegou a ser cotado para a Copa do Mundo de Rugby de 2007. Neste mesmo ano, porém, veio uma segunda retirada do esporte, por conta da síndrome.
Ao todo, foi internacional pela Seleção da Nova Zelândia 63 vezes, marcando 185 pontos (sempre com tries), sendo que anotou quinze tries em Copas do Mundo, o recorde absoluto da competição. Também no torneio, detém, dentre outros, os recordes de partidas seguidas marcando tries (cinco, em 1995) e o de maior número de tries em um único torneio (oito, em 1999).
Lomu defendeu a Nova Zelândia também no rugby sevens, entre 1994 e 2001, ano em que venceu a Copa do Mundo da modalidade. Também venceu os Jogos da Comunidade Britânica de 1998, ainda que em forma abaixo da que ficara famoso. Ele chegou a jogar ainda, até os 14 anos, o rugby league, uma variação secundária na Nova Zelândia, mas que tem certa popularidade em sua Auckland natal.
Já a nível de clubes, ele jogou em vários clubes da Nova Zelândia, nomeadamente o Counties Manukau (1994-1999), o Wellington (2003-2006) e o North Harbour (2006), além de atuar no Cardiff Blues (2005-2006), do País de Gales. Em outro Blues, de sua terra natal, foi campeão da primeira edição do Super Rugby, em 1996. Ao fim, esteve na terceira divisão francesa, pelo Marseille-Vitroles, na temporada 2009-10. A equipe, por irregularidades financeiras, acabou rebaixada fora dos campos para a quarta divisão.

## Fora dos gramados
Em 2009, ele foi retratado no filme Invictus, que conta o contexto histórico e efeitos simbólicos do título da Seleção da África do Sul na Copa de 1995, sobre a da Nova Zelândia. Lomu foi interpretado por Isaac Feau'nati, ex-jogador de rugby que esteve na Copa de 1999, por Samoa. Lomu e Feau'nati se enfrentaram uma vez por suas seleções, naquele mesmo ano, mas não na Copa, e sim em amistoso em que ambos entraram no decorrer da partida. Feau'nati, que nasceu na Nova Zelândia, era, ao contrário do veloz Lomu, um forward, da posição de oitavo.
Em 2010, ele teve uma curiosa participação na Seleção Alemã de Futebol, convidado pelo técnico desta, Joachim Löw, para realizar exercícios de força nos jogadores da Alemanha, a semanas da Copa do Mundo FIFA de 2010.
Em 2011, sete anos depois de seu primeiro transplante renal, revelou que precisaria de um novo, em virtude da rápida deterioração de sua saúde após uma internação neste mesmo ano - chegou a perder 30 quilogramas.

## Jogos pela seleção

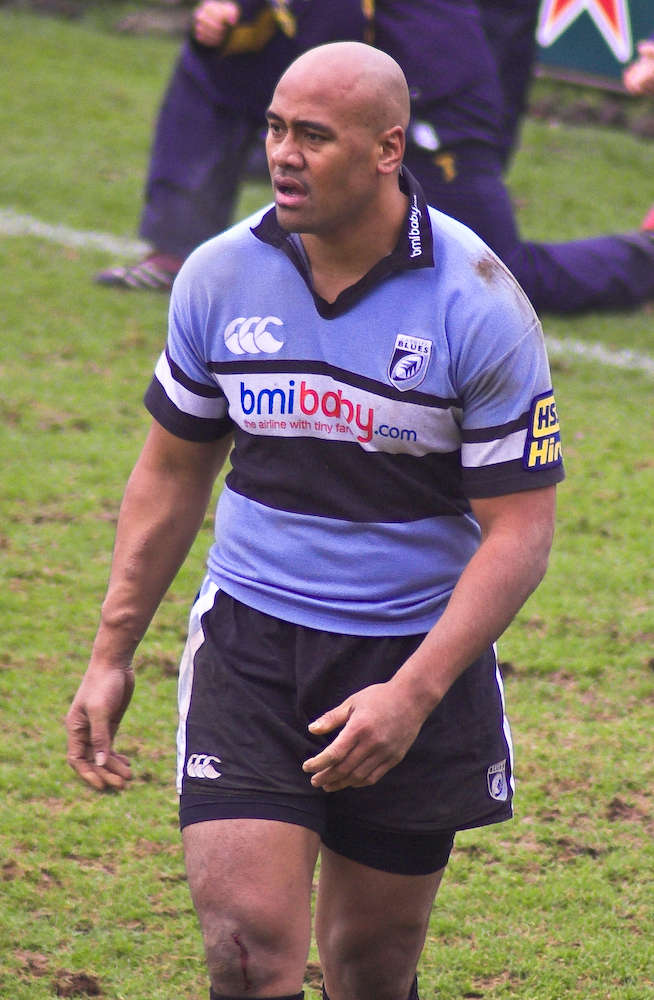
Lomu no Cardiff Blues, em 2006.

A tabela abaixo resume as aparições de Jonah Lomu pela Seleção Neozelandesa de Rugby.
| #     | Data                   | Competição            | Local                             | Adversário      | Placar | Try(ies) |
| ----- | ---------------------- | --------------------- | --------------------------------- | --------------- | ------ | -------- |
| 1     | 26 de junho de 1994    | Amistoso              | Lancaster Park, Christchurch      | França          | 8-22   | 0        |
| 2     | 3 de julho de 1994     | Amistoso              | Eden Park, Auckland               | França          | 20-23  | 0        |
| 3     | 27 de maio de 1995     | Copa do Mundo de 1995 | Ellis Park, Joanesburgo           | Irlanda         | 43-19  | 2        |
| 4     | 31 de maio de 1995     | Copa do Mundo de 1995 | Ellis Park, Joanesburgo           | País de Gales   | 34-9   | 0        |
| 5     | 11 de junho de 1995    | Copa do Mundo de 1995 | Loftus Versfeld, Pretória         | Escócia         | 48-30  | 1        |
| 6     | 18 de junho de 1995    | Copa do Mundo de 1995 | Newlands, Cidade do Cabo          | Inglaterra      | 45-29  | 4        |
| 7     | 24 de junho de 1995    | Copa do Mundo de 1995 | Ellis Park, Joanesburgo           | África do Sul   | 12-15  | 0        |
| 8     | 22 de julho de 1995    | Amistoso              | Eden Park, Auckland               | Austrália       | 28-16  | 1        |
| 9     | 29 de julho de 1995    | Amistoso              | Football Stadium, Sydney          | Austrália       | 34-23  | 1        |
| 10    | 28 de outubro de 1995  | Amistoso              | Arcoveggio, Bolonha               | Itália          | 70-6   | 2        |
| 11    | 11 de novembro de 1995 | Amistoso              | Municipal, Toulouse               | França          | 15-22  | 0        |
| 12    | 18 de novembro de 1995 | Amistoso              | Parc des Princes, Paris           | França          | 37-12  | 1        |
| 13    | 7 de junho de 1996     | Amistoso              | McLean Park, Napier               | Samoa Ocidental | 51-10  | 0        |
| 14    | 15 de junho de 1996    | Amistoso              | Carisbrook, Dunedin               | Escócia         | 62-31  | 1        |
| 15    | 6 de julho de 1996     | Três Nações 1996      | Athletic Park, Wellington         | Austrália       | 43-6   | 1        |
| 16    | 20 de julho de 1996    | Três Nações 1996      | Lancaster Park, Christchurch      | África do Sul   | 15-11  | 0        |
| 17    | 27 de julho de 1996    | Três Nações 1996      | Lang Park, Brisbane               | Austrália       | 32-25  | 0        |
| 18    | 22 de novembro de 1997 | Amistoso              | Old Trafford, Manchester          | Inglaterra      | 25-8   | 0        |
| 19    | 29 de novembro de 1997 | Amistoso              | Wembley, Londres                  | País de Gales   | 42-7   | 0        |
| 20    | 6 de dezembro de 1997  | Amistoso              | Twickenham, Londres               | Inglaterra      | 26-26  | 0        |
| 21    | 20 de junho de 1998    | Amistoso              | Carisbrook, Dunedin               | Inglaterra      | 64-22  | 1        |
| 22    | 27 de junho de 1998    | Amistoso              | Eden Park, Auckland               | Inglaterra      | 40-10  | 0        |
| 23    | 11 de julho de 1998    | Três Nações 1998      | Cricket Ground, Melbourne         | Austrália       | 16-24  | 0        |
| 24    | 25 de julho de 1998    | Três Nações 1998      | Athletic Park, Wellington         | África do Sul   | 3-13   | 0        |
| 25    | 1 de agosto de 1998    | Três Nações 1998      | Lancaster Park, Christchurch      | Austrália       | 23-27  | 1        |
| 26    | 15 de agosto de 1998   | Três Nações 1998      | Kings Park, Durban                | África do Sul   | 23-24  | 0        |
| 27    | 29 de agosto de 1998   | Amistoso              | Football Stadium, Sydney          | Austrália       | 14-19  | 0        |
| 28    | 18 de junho de 1999    | Amistoso              | North Harbour, North Shore City   | Samoa           | 71-13  | 1        |
| 29    | 10 de julho de 1999    | Três Nações 1999      | Carisbrook, Dunedin               | África do Sul   | 28-0   | 0        |
| 30    | 24 de julho de 1999    | Três Nações 1999      | Eden Park, Auckland               | Austrália       | 34-15  | 0        |
| 31    | 7 de agosto de 1999    | Três Nações 1999      | Loftus Versfeld, Pretória         | África do Sul   | 34-18  | 0        |
| 32    | 28 de agosto de 1999   | Três Nações 1999      | Stadium Australia, Sydney         | Austrália       | 7-28   | 0        |
| 33    | 3 de outubro de 1999   | Copa do Mundo de 1999 | Ashton Gate, Bristol              | Tonga           | 45-9   | 2        |
| 34    | 9 de outubro de 1999   | Copa do Mundo de 1999 | Twickenham, Londres               | Inglaterra      | 30-16  | 1        |
| 35    | 14 de outubro de 1999  | Copa do Mundo de 1999 | Galpharm, Huddersfield            | Itália          | 101-3  | 2        |
| 36    | 24 de outubro de 1999  | Copa do Mundo de 1999 | Murrayfield, Edimburgo            | Escócia         | 30-18  | 1        |
| 37    | 31 de outubro de 1999  | Copa do Mundo de 1999 | Twickenham, Londres               | França          | 31-43  | 2        |
| 38    | 4 de novembro de 1999  | Copa do Mundo de 1999 | Millenium, Cardiff                | África do Sul   | 18-22  | 0        |
| 39    | 16 de junho de 2000    | Amistoso              | North Harbour, North Shore City   | Tonga           | 102-0  | 0        |
| 40    | 24 de junho de 2000    | Amistoso              | Carisbrook, Dunedin               | Escócia         | 69-20  | 3        |
| 41    | 1 de julho de 2000     | Amistoso              | Eden Park, Auckland               | Escócia         | 48-14  | 0        |
| 42    | 15 de julho de 2000    | Três Nações 2000      | Stadium Australia, Sydney         | Austrália       | 39-35  | 1        |
| 43    | 22 de julho de 2000    | Três Nações 2000      | Lancaster Park, Christchurch      | África do Sul   | 25-12  | 0        |
| 44    | 5 de agosto de 2000    | Três Nações 2000      | Westpac, Wellington               | Austrália       | 23-24  | 0        |
| 45    | 19 de agosto de 2000   | Três Nações 2000      | Ellis Park, Joanesburgo           | África do Sul   | 40-46  | 0        |
| 46    | 11 de novembro de 2000 | Amistoso              | Stade de France, Paris            | França          | 39-26  | 0        |
| 47    | 23 de junho de 2001    | Amistoso              | Lancaster Park, Christchurch      | Argentina       | 62-19  | 0        |
| 48    | 30 de junho de 2001    | Amistoso              | Westpac, Wellington               | França          | 37-12  | 1        |
| 49    | 21 de julho de 2001    | Três Nações 2001      | Newlands, Cidade do Cabo          | África do Sul   | 12-3   | 0        |
| 50    | 11 de agosto de 2001   | Três Nações 2001      | Carisbrook, Dunedin               | Austrália       | 15-23  | 1        |
| 51    | 25 de agosto de 2001   | Três Nações 2001      | Eden Park, Auckland               | África do Sul   | 26-15  | 0        |
| 52    | 1 de setembro de 2001  | Três Nações 2001      | Stadium Australia, Sydney         | Austrália       | 26-29  | 0        |
| 53    | 17 de novembro de 2001 | Amistoso              | Lansdowne Road, Dublin            | Irlanda         | 40-29  | 1        |
| 54    | 24 de novembro de 2001 | Amistoso              | Murrayfield, Edimburgo            | Escócia         | 37-6   | 1        |
| 55    | 1 de dezembro de 2001  | Amistoso              | Monumental de Núñez, Buenos Aires | Argentina       | 24-20  | 1        |
| 56    | 8 de junho de 2002     | Amistoso              | Waikato, Hamilton                 | Itália          | 64-10  | 1        |
| 57    | 15 de junho de 2002    | Amistoso              | Carisbrook, Dunedin               | Irlanda         | 15-6   | 0        |
| 58    | 22 de junho de 2002    | Amistoso              | Eden Park, Auckland               | Irlanda         | 40-8   | 0        |
| 59    | 29 de junho de 2002    | Amistoso              | Westpac, Wellington               | Fiji            | 68-18  | 0        |
| 60    | 20 de julho de 2002    | Três Nações 2002      | Westpac, Wellington               | África do Sul   | 41-20  | 0        |
| 61    | 9 de novembro de 2002  | Amistoso              | Twickenham, Londres               | Inglaterra      | 28-31  | 2        |
| 62    | 16 de novembro de 2002 | Amistoso              | Stade de France, Paris            | França          | 20-20  | 0        |
| 63    | 23 de novembro de 2002 | Amistoso              | Millenium, Cardif                 | País de Gales   | 43-17  | 0        |
| Total | Total                  | Total                 | Total                             | Total           | Total  | 37       |